# Teskánd, Zala
Teskánd  este un sat în districtul Zalaegerszeg, județul Zala, Ungaria, având o populație de 1.124 de locuitori (2011). 

## Demografie
Componența etnică a satului Teskánd
     Maghiari (98,6%)
     Germani (1,4%)
Componența confesională a satului Teskánd
     Romano-catolici (64,95%)
     Fără religie (6,67%)
     Reformați (3,83%)
     Luterani (1,42%)
     Necunoscută (22,42%)
     Atei (0,71%)
     Alte religii (0,53%)
Conform recensământului din 2011, satul Teskánd avea 1.124 de locuitori. Din punct de vedere etnic, majoritatea locuitorilor (98,6%) erau maghiari, cu o minoritate de germani (1,4%).  Din punct de vedere confesional, majoritatea locuitorilor (64,95%) erau romano-catolici, existând și minorități de persoane fără religie (6,67%), reformați (3,83%) și luterani (1,42%). Pentru 22,42% din locuitori nu este cunoscută apartenența confesională.